# Les Proies (film, 1971)
Pour les articles homonymes, voir Les Proies et The Beguiled: The Storyteller.
Pour plus de détails, voir Fiche technique et Distribution.
Les Proies (The Beguiled, litt. « Le Séduit » ou « Les Séduites ») est un film américain réalisé par Don Siegel, sorti en 1971.

Il s'agit d'une adaptation du roman Les Proies (The Beguiled) de Thomas P. Cullinan paru en 1966.

## Synopsis
Alors que la guerre de Sécession touche à sa fin, John MacBurney (Clint Eastwood), un soldat nordiste blessé et sur le point de mourir, est secouru par une adolescente de douze ans d'un pensionnat sudiste pour jeunes filles. Au départ, les employées du pensionnat et leurs élèves sont effrayées. Lorsqu'il reprend des forces, il devient l'objet du désir de la directrice Martha Farnsworth (Geraldine Page), de son assistante Edwina Dabney et de quelques-unes des pensionnaires. Cette situation sert la stratégie de survie du soldat. Les jalousies, dans ce microcosme féminin à la sexualité réprimée, risquent de prendre un tour dramatique.
Lorsqu'elle découvre sa liaison avec Carol, Edwina pousse McBurney dans les escaliers. De nouveau blessé à la jambe, la directrice lui ampute celle-ci pour éviter la gangrène, ce qui le rend définitivement dépendant. Après avoir tenté de reprendre le contrôle du collège en utilisant une arme, terrorisant les jeunes femmes en annonçant vouloir posséder celles qu'il choisirait, il renonce et affirme vouloir s'amender et épouser Edwina, consentante. Il est trop tard : en tuant la tortue de la jeune fille qui l'a découvert, il se l'est aliénée. Cette leçon qui lui est donnée incite cette jeune fille à ramasser des champignons mortels, que la directrice et les élèves utilisent pour l'empoisonner, à l'insu d'Edwina. Celle-ci renonce à son départ.

## Fiche technique
- Titre original : The Beguiled

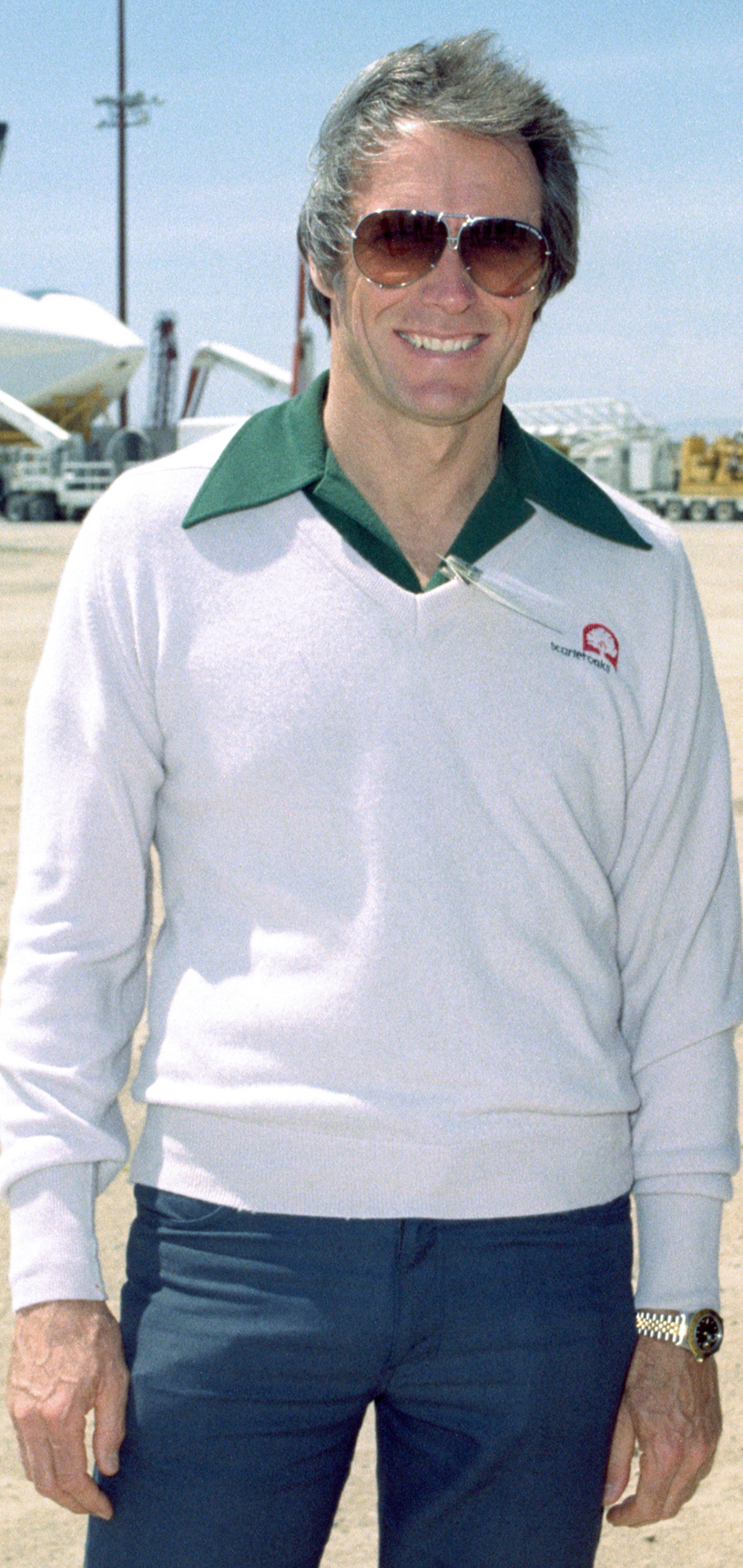
Clint Eastwood (ici en 1981) interprète le caporal McBurney

- Titres provisoires : Johnny McB, Nest of Sparrows (litt. « Nid de moineaux »)[2]
- Titre français : Les Proies
- Réalisation : Don Siegel
- Scénario : Thomas Cullinan (auteur du roman), Albert Maltz et Irene Kamp
- Production : Don Siegel et Claude Traverse
- Société de production : Universal Pictures
- Musique : Lalo Schifrin
- Photographie : Bruce Surtees
- Costumes : Helen Colvig
- Direction artistique : Alexander Golitzen
- Montage : Carl Pingitore
- Pays de production :  États-Unis
- Langue : anglais
- Format : Couleurs - 1,85:1 - Mono - 35 mm
- Genre : Guerre / Thriller / Drame / Western
- Durée : 105 minutes
- Dates de sortie :
  - États-Unis : 31 mars 1971
  - France : 18 août 1971
- Film interdit en salles aux moins de 13 ans à sa sortie en France[3], tous publics depuis 1991[4]

## Distribution
- Clint Eastwood (VF : Pierre Hatet) : le caporal McBurney / Le Narrateur chantonnant
- Geraldine Page (VF : Nelly Benedetti) : Martha Farnsworth, la directrice
- Elizabeth Hartman (VF : Jocelyne Darche) : Edwina Dabney, l'assistante
- Jo Ann Harris (VF : Marcelle Lajeunesse) : Carol, la délurée
- Darleen Carr : Doris
- Mae Mercer : Hallie, la servante noire
- Pamelyn Ferdin : Amelia (« Amy »), la jeune fille (12 ans) qui sauve le caporal
- Melody Thomas Scott : Bigail
- Peggy Drier : Lizzie
- Patricia Mattick (VF : Marie-Martine) : Janie

## Bande originale
- Dove She Is a Pretty Bird, chanson populaire américaine, est interprétée dans les génériques de début et de fin par Clint Eastwood[5].

## Analyse
- Après de nombreux rôles de héros, Clint Eastwood endosse un personnage antipathique  qui connaît une fin tragique.
- Le décor historique (guerre de Sécession) n'est qu'une trame de fond à un huis clos psychologique au suspense bien mené, jouant sur des éléments sexuels et raciaux relativement osés (relation avec une mineure, inceste entre la directrice et son frère, tentative de viol de la servante noire par ce même frère, homosexualité féminine).
- Il s'agit de la troisième collaboration de Siegel et Eastwood[2].